# パールフィ・ジョルジ
パールフィ・ジョルジ（Palfi Gyorgy, Pálfi György, 1974年4月11日 - ）は、ハンガリー出身の映画監督・脚本家・教授。

## 来歴
ブダペスト生まれ。1993年 - 1995年にエステルゴム・ティーチャーズカレッジで視聴覚技術を学習。1995年にドラマ＆映画大学に入学、シモ・サンドール監督の指導を受ける。2001年以降、映画協会のメンバー。2002年以降、ハンガリー映画協会、ヨーロッパ映画アカデミーの会員。2007年にペーチ大学にて、芸術学部の講師を務める。2008年 - 2010年はブダペストのドラマ＆映画アカデミーの講師を、2010年からは同校の助教授に就任。

## 作品
- Ball or kicking(1996)
- Fish(1997)
- Runaround(1998)
- Someone knocks(2000)
- 『ハックル』 (2002)
- A Bus Came ...(2002)
- Sandor Simo(2002)
- A Bus Came ...(2003)
- 『タクシデルミア ある剥製師の遺言』 (2006)
- Born Loser(2007)
- I'm Not Your Friend(2009)
- I will not be your friend(2009)
- Cinema / (2009)
- 2011 Hungary(2011)
- Final Cut - Ladies and Gentlemen(2012)
- 『フリー・フォール』 (2014)
- 『ヒズ・マスターズ・ヴォイス』 (2018)